# Ine Schäffer
Inga "Ine" Schäffer  (28 de març de 1923 - Victoria, 19 de març de 2009), nascuda Mayer-Bojana i més tard coneguda amb el nom de casada Ina Spreitz, va ser una atleta austríaca, especialista en el llançament de pes i de disc, que va competir durant la dècada de 1940.
El 1948 va prendre part en els Jocs Olímpics de Londres, on va guanyar la medalla de bronze en la prova del llançament de pes del programa d'atletisme, rere Micheline Ostermeyer i Amelia Piccinini.
En el seu palmarès també destaquen els títols nacionals de pes de 1943 i 1948 i de disc de 1943 i 1949. Entre 1943 i 1950 va millorar el rècord nacional de pes en cinc ocasions. El 1952 emigrà al Canadà, on es va casar amb l'entrenador i posteriorment cineasta Karl Spreitz el 1953 i va ensenyar educació física a la Colúmbia Britànica.

## Millors marques
- Llançament de disc. 42,53 metres (1949)
- Llançament de pes. 13,27 metres (1950)[1][3]